# 四條畷市コミュニティバス
四條畷市コミュニティバス（しじょうなわてしコミュニティバス）は、大阪府四條畷市が運行するコミュニティバス。全路線を京阪バス（門真営業所）に運行を委託している。

## 概要
四條畷市は、市中心部に生駒山系の清滝峠があり、これが市域を分断しているため、清滝峠の西側に市の公共施設が充実しており、市街地の分布もそれに準じていた。
その後、関西文化学術研究都市の開発に伴い、清滝峠の東側の田原地区に所在する田原台での住宅開発が進んだことで、田原台住宅地から市の公共施設へのアクセスの整備が課題となった。このため四條畷市は、2000年（平成12年）より無料の公共施設巡回バス「くすのき号」「さつき号」を運行開始し、「くすのき号」を近鉄バス（稲田営業所）、「さつき号」を京阪バスが運行受託した。しかしこの無料バスが当時並走していた一般路線バスの乗客を奪う結果となったため、運行見直しの一環として2004年（平成16年）4月1日から有料化し、コミュニティバス（路線バス）として運行することとしたものである。これに伴い、近鉄バスが運行から撤退し、京阪バスの単独運行となった。
東西線（田原ルート）と西部線（四条畷駅発着の南ルートと忍ヶ丘駅発着の北ルートがあり、いずれも循環）の2つがあったが、後者は2020年4月1日から、日本タクシー寝屋川営業所の運行によるデマンドタクシー（予約制）に変更され、「お出掛けサポートタクシー（利用者登録制の運賃補助）」への変更に伴い2023年9月30日を以って運行を終了した。よって現在は田原ルートのみの運行である。

## 運賃
- 運賃は区間制で、1区：大人220円・小児110円、2区：大人250円・小児130円。但し、障がい者手帳などを呈示した場合や四條畷市で発行する高齢者割引証・妊産婦割引証・障がい者割引証・通学割引証を呈示した場合は小児運賃。
- 支払いには京阪グループ共通バスカード及びスルッとKANSAI、PiTaPa・ICOCAが使える（京阪バス1dayチケット の利用は不可能）。ただし、高齢者割引証・妊産婦割引証・障がい者割引証・通学割引証を呈示して割引を受ける場合は、支払いは現金のみ取り扱う。定期券は学生用のみ発売されている。

## 路線
四條畷市内を走行するのが基本であるが、堀溝三丁目（堀溝小学校付近）のみ寝屋川市に、四条畷駅のみ大東市に位置する。また田原台地区の一部区域で奈良県生駒市を走行しているが、生駒市内を走行する区間は田原1ルートの数百m（国道168号を通る）程度のみであり、停留所も設置されていない。
2020年（令和2年）10月9日、運行系統の見直し・変更が行われた。主に、昼間時の田原地区 - 四条畷駅間の増便と速達性を重視した改正となった。また、イオンモール四條畷への運行を開始した。
田原6は土休日運転、その他は毎日運転。
- 田原1ルート：四条畷駅 - （ノンストップ） - 田原台一丁目 - グリーンホール田原 - 田原台二丁目 - 田原台センター - 田原台七丁目 - 北谷公園 - 田原台九丁目- 緑風台 - さつきヶ丘公園
- 田原2ルート：四条畷駅 - 塚脇 - 南野五丁目 - 清滝団地 - 逢坂 - 飯盛霊園 - 田原台一丁目 - 田原台センター - 田原台七丁目 - 北谷公園北 - 緑風台 - さつきヶ丘公園
- 田原2Aルート：忍ヶ丘駅 → 市民総合センター → 塚脇 → 四条畷駅 - 塚脇 - 南野五丁目 - 清滝橋(電通大前) - 逢阪 - 飯盛霊園前(田原台方面のみ) - 田原台一丁目 - 田原台センター - 田原台七丁目 - 北谷公園 - 田原台九丁目 - 緑風台
  - 忍ヶ丘駅始発便は平日ダイヤの夕方以降2便のみで、それ以外は全て四条畷駅発着。

- 田原3ルート：忍ヶ丘駅 - 清滝橋(電通大前) - 逢阪 - 田原台一丁目 - 田原台センター - 田原台七丁目 - 北谷公園北 - 緑風台 - さつきヶ丘公園
- 田原4ルート：四条畷駅 - （ノンストップ） - 田原台一丁目 - 田原台センター - 田原台七丁目 - 北谷公園北 - 緑風台 - さつきヶ丘公園
- 田原4Aルート：四条畷駅 - （ノンストップ） - 田原台一丁目 - 田原台センター - 田原台七丁目 - 北谷公園北 - 田原台九丁目 - 緑風台 ← さつきヶ丘公園
  - 平日ダイヤの朝1便のみさつきヶ丘公園始発で、それ以外は緑風台発着。

- 田原5ルート：イオンモール四條畷 - 畷生会病院 - 忍ヶ丘駅口 - 市民総合センター - 清滝橋 - 清滝団地 - 逢阪 - 田原台一丁目 - 田原台センター - 田原台七丁目 - 北谷公園北 - 田原台九丁目 - 緑風台 - さつきヶ丘公園
- 田原6ルート：四条畷駅 - 塚脇 - 南野五丁目 - 清滝団地 - 逢阪 - 緑の文化園 - さつきヶ丘公園

## 車両

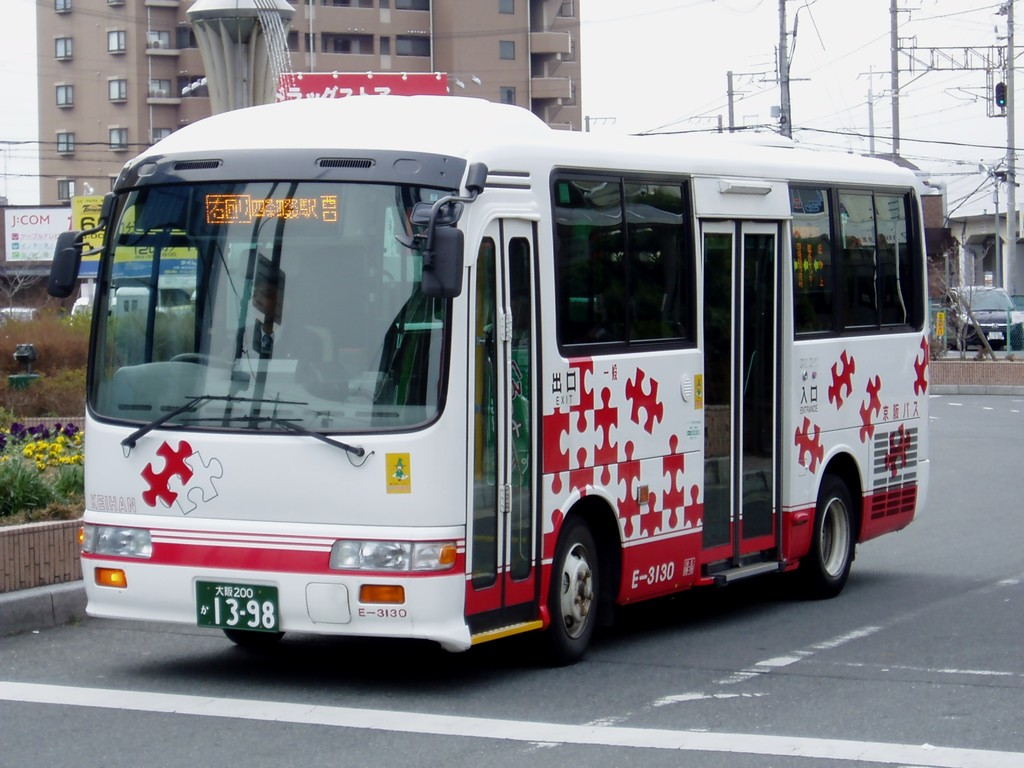
当時のくるっとBUS車両による代走
（この時はヘッドマークを取り付けていなかった。）

門真営業所に配備されている中型車5台で運用されている。主に日野・レインボー、いすゞ・エルガミオが運用されており、2台（N-6006、N-6008）の専属車両がある。
以前は中型車4台と小型車2台で運用されていたが、2020年10月9日のダイヤ改定で小型車2台を中型車1台に置き換えたため、小型車の運用が終了した。小型車は運用終了時点では、日野・リエッセ（E-3127、E-3128）と日野・ポンチョ（F-3042）が3台配置の1台予備で運用されていた。
運行開始当初は、平日は小型車2台がフル稼働していたため、検査などの際は同じ営業所に配備されていた守口市コミュニティバス「くるっとBUS」の車両が優先的に充当されていた。これは「くるっとBUS」の車両は3台配置の2台使用で、1台は共通予備であったことによるものであった。「くるっとBUS」の車両はジグソーパズルをイメージした専用デザインであった。
さらに、予備車も車検などの場合には予備車両が不足するため、他営業所から同型車を借り入れこれを補っており、この際は京阪バス標準カラー車両での運行が見られる。しかし2009年10月31日より「くるっとBUS」の廃止により、同経路で使用していた3台中1台（E-3127）が四條畷市コミュニティバスの車両となったため、これ以降は他営業所からの借り入れは基本的に中止となり、3台配置の2台使用1台予備となった（ただし大検査時に予備車が不足するため借り入れを行う場合もある）。これにより元「くるっとBUS」車両も通常運用に入るようになっていた。
運用車両全車に磁石式（取り外し式）のヘッドマークが掲出される。またヘッドマークの様式は、現在使用している黄色ベースのものは2代目で、初代は背景色が緑色であった。